# Jednota divadelních ochotníků besedních
Jednota divadelních ochotníků besedních byl ochotnický divadelní spolek, založený v Olomouci v roce 1872. Na činnosti spolku se podílely významné osobnosti vlastenecké společnosti a již v první sezóně uvedl třicet čtyři představení. Představení se konala v domě Občanské besedy. Po kulturním nasycení veřejnosti a vypuknutí nesnází a sporů následovalo dvanáctileté období nečinnosti (1878–1890). Na konci 19. století se činnost obnovila, předváděny byly především veselohry a jednoaktovky. V roce 1897 se členem stal Václav Volánek (1874–1949), od roku 1906 pak působil jako režisér a byl natolik vlivným, že spolek začal označovat jako Volánkova jednota.
Od počátku 20. století Jednota inscenovala také náročnější dramata a hostovali u ní významní umělci z Prahy či Brna. Současně se členové snažili o zřízení stálé scény, což se podařilo v roce 1920 v podobě Moravského divadla. Ochotníci pak přenesli těžiště práce na venkov. Na sklonku druhé světové války byl zakázán a posléze obnoven již oficiálně jako Volánkova jednota divadelních ochotníků besedních. V roce 1950 došlo k přejmenování na Divadelní odbor ZK ROH, n. p. Mototechna v Olomouci.

## Historie
Spolek vznikl v září 1872 v Olomouci, navazoval přitom na předchozí živelní a neorganizované ochotnické snahy. Impulz k vytvoření spolku vzešel od Občanské besedy, kulturně-vlasteneckého spolku, který navazoval na Slovanský čtenářský spolek a který umožnil Jednotě divadelních ochotníků besedních pořádat svá představení v Besedním domě na Dolním náměstí. Již při založení měla Jednota sedmdesát členů, s jádrem z oblasti českých vlasteneckých kruhů. Podle stanov bylo jejím úkolem „v královském hlavním městě Olomouci i v okolí veřejně uspořádati dovolené dramatické a hudební produkce slovanské, a to ve prospěch vlastenecký i dobročinný, spolu pak pomáhati tím k vzdělání širšího obecenstva“. Pravidelná činnost v Občanské besedě byla zahájena 27. října 1872 uvedením veselohry Pst (Eugène Scribe) a frašky Hrajete šachy? (Josef Jiří Stankovský). Kromě samotného hraní se Jednota věnovala i dobročinným akcím.
Po počátečních úspěších – v první sezoně bylo uvedeno třicet čtyři představení – došlo ve druhé polovině 70. let ke krizi, jež byla způsobena nasycením hladu po české divadelní produkci, ale také osobními a politickými spory uvnitř spolku. K potížím se přidala i ztráta působiště, vzhledem k probíhající přestavbě domu Občanské besedy, a tak činnost spolku mezi lety 1878 až 1890 zcela ustala. Na konci 19. století se však představení znovu rozběhla, byly uváděny především veselohry a jednoaktovky českých, francouzských a německých autorů. Od přelomu století byla zajišťovány návštěvy úspěšných pražských herců a režisérů (Marie Laudová, Marie Hübnerová, Eva Vrchlická, Eduard Vojan, Hana Kvapilová, Karel Želenský, Růžena Nasková, Josef Šmaha). V Olomouci u Jednoty hostovaly i celé významné soubory, například opera Národního divadla Brno v roce 1905 s Dvořákovou Rusalkou nebo od roku 1913 opera a činohra pražského Národního divadla se Smetanovou Prodanou nevěstou a dalšími kusy.
Značný podíl na úspěchu v organizaci her a přivádění hostujících umělců měl Václav Volánek (1874–1949). Do spolku vstoupil v roce 1897 a od roku 1906 působil jako režisér. Již před první světovou válkou byl spolek často označován jako Volánkova jednota. Inscenována začala být i náročnější díla, z české tvorby hry Stroupežnické, Klicpery či Tyla, ale také dramata Zeyerova, Kvapilova či díla Gabriely Preissové. Ze zahraničních autorů byl uváděn Molière, Friedrich Schiller, Victor Hugo, Gerhart Hauptmann, Branislav Nušić, Alexandr Nikolajevič Ostrovskij, Anton Pavlovič Čechov a další. Ochotníci z jednoty se organizačně, osvětově a finančně podíleli na snahách o zřízení stálé scény, k čemuž konečně došlo v roce 1920, kdy bylo pro české inscenace otevřeno Moravské divadlo Olomouc. Jednota divadelních ochotníků se pak se svými představeními přesunula nejprve na hanácký venkov, později i do moravského pohraničí.
V roce 1942 spolek oslavil 70 let působení, a to uvedením veselohry Penelopa vyšívala od Viléma Skocha. Podle dobových údajů uvedla za sedm dekád činnost Jednota celkem 523 her a podnikla 139 výjezdů. Na sklonku nacistické okupace byla činnost Jednoty okupačními úřady zakázána. V roce 1946 byl spolek obnoven s novým názvem jako „Volánkova jednota divadelních ochotníků besedních“. Současně do organizace vstoupili členové bývalého divadelního kolektivu Studio, čímž došlo ke značnému personálnímu posílení. 10. června 1947 spolek představil drama Léto k 70. narozeninám jeho autora, Fráni Šrámka. Členové spolku se věnovali také předčítání nebo vyprávění pohádek dětem. V roce 1950 se pak změnil název spolku na „Divadelní odbor ZK ROH, n. p. Mototechna v Olomouci“. V této době hrál soubor pod patronací Moravského divadla Olomouc, tehdy nazvaného Krajské oblastní divadlo v Olomouci. Pracujícímu lidu byly určeny hry Třicet stříbrných (Howard Fast) nebo Koho tlačí bota (Giorgi Mdivani), dětským návštěvníkům pak pohádky, obzvláště O slunečníku, měsíčníku a větrníku. Na počátku roku 1960 spolek přešel pod křídla Městského domu osvěty.